# Ânderson Lima
Ânderson Lima (São Paulo, Brasil, 18 de marzo de 1973) es un exfutbolista brasileño que se desempeñaba como defensa.
Jugó para clubes como el Juventus, Guarani, Santos, São Paulo, Grêmio, São Caetano, Albirex Niigata y Coritiba.

## Trayectoria

### Clubes
| Club            | País   | Año         |
| --------------- | ------ | ----------- |
| Juventus        | Brasil | 1992 - 1995 |
| Guarani         | Brasil | 1995        |
| Santos          | Brasil | 1996 - 1999 |
| São Paulo       | Brasil | 1999        |
| Grêmio          | Brasil | 2000 - 2003 |
| São Caetano     | Brasil | 2004        |
| Albirex Niigata | Japón  | 2005        |
| São Caetano     | Brasil | 2006        |
| Coritiba        | Brasil | 2007        |
| Operário        | Brasil | 2008        |
| Bragantino      | Brasil | 2008        |
| Chapecoense     | Brasil | 2009        |

## Palmarés

### Como jugador

#### Torneos regionales
| Título               | Equipo               | Estado/s                   | Año  |
| -------------------- | -------------------- | -------------------------- | ---- |
| Torneo Rio-São Paulo | Santos Futebol Clube | Río de Janeiro / São Paulo | 1997 |
| Campeonato Gaúcho    | Grêmio FBPA          | Río Grande del Sur         | 2001 |
| Campeonato Paulista  | AD São Caetano       | São Paulo                  | 2004 |

#### Torneos nacionales
| Título         | Equipo       | País   | Año  |
| -------------- | ------------ | ------ | ---- |
| Copa de Brasil | Grêmio FBPA  | Brasil | 2001 |
| Serie B        | Coritiba FBC | Brasil | 2007 |

#### Torneos internacionales
| Título                         | Equipo                     | Sede      | Año  |
| ------------------------------ | -------------------------- | --------- | ---- |
| Campeonato Sudamericano Sub-17 | Selección sub-17 de Brasil | Ecuador   | 1988 |
| Campeonato Sudamericano Sub-20 | Selección sub-20 de Brasil | Venezuela | 1991 |
| Copa Conmebol                  | Santos Futebol Clube       | Rosario   | 1998 |